# Шибуичи
Шибуичи је јапанска легура бакра и сребра, најчешће у размери један (сребро) према три (бакар), али се чак и легуре од само 5% сребра, а 95% бакра рекламирају истим називом. Остале верзије су и преко 50% сребра, за светлију боју, а уобичајене су и тамно (90% бакар, 10% сребро) и светлосива (70% бакар, 30% сребро). Предмети од ове легуре у правилу су патинирани у црну или пурпурно црну боју те додатно украшавани уметцима од злата, сребра, месингa, бакра и бронзе. Дуго се користи у изради украсних делова јапанског мача - катане.